# Homoplectra monticola
Homoplectra monticola là một loài Trichoptera trong họ Hydropsychidae. Chúng phân bố ở miền Tân bắc.